# 霓裳羽衣曲
霓裳羽衣曲，又名霓裳羽衣舞，是一首唐代宮廷舞樂法曲，作者是唐朝的玄宗皇帝，描寫唐玄宗嚮往神仙而去月宮見到仙女的神話。
此曲曾用於在太清宮祭獻老子時演奏。安史之亂後失傳。在南唐時期，李煜和大周后將其大部分補齊，但是金陵城被北宋攻破時，被李煜下令燒燬了。

## 歷史

### 舞曲來歷
此曲約成於公元718～720年間，關於它的來歷，則有三種說法，但只有第一種說法見諸史書記載，備此一說僅供參考：
1. 《楊太真外傳》中載[2]，玄宗登三鄉驛，望見女兒山（傳說中的仙山），觸發靈感，夢遊月宮得其仙樂而作。 [3]故劉禹錫有詩云：「伏睹玄宗皇帝望《女兒山詩》，小臣斐然有感：開元天子萬事足，惟惜當時光景促，三鄉驛上望仙山，歸作《霓裳羽衣曲》。三鄉驛者，唐連昌宮（洛陽宜陽縣的離宮）所在也。」
2. 根據《唐會要》記載：天寶十三年，唐玄宗以太常刻石方式，更改了一些西域傳入的樂曲，此曲就是根據《婆羅門曲》改編。
3. 第三種則折中於前兩種說法，認為此曲前部分（散序）是玄宗望見女幾山後悠然神往，回宮後根據幻想而作；後部分（歌和破）則是他吸收唐代開元年間，河西節度使楊敬述進獻的印度《婆羅門曲》的音調而成。至天寶十三載（754年），《婆羅門》被改稱為《霓裳羽衣》。

### 曲成之後
唐玄宗引《霓裳羽衣曲》為得意的作品，開始僅在宮廷表演，開元二十八年，楊玉環在華清池初次進見時，玄宗曾演奏《霓裳羽衣曲》以導引。當時，大臣張祜《華清宮四首》雲：“天闕沉沉夜未央，碧雲仙曲舞霓裳；一聲玉笛向空盡，月滿驪山宮漏長。”
《霓裳羽衣曲》在開元、天寶年間曾盛行一時，天寶亂後，宮廷就不再演出。

## 描述

### 歌曲
白居易有《霓裳羽衣舞歌和微之》詩，對此曲的結構和舞姿作了細緻的描繪：全曲共三十六段，分可：散序（六段）、中序（十八段）和曲破（十二段）三部份。 《中國舞蹈史》認為：「其結構分為：『散序』—『中序』—『破』三部分。」
三部分可理解為：
- 散序，為前奏曲，是自由節奏的散板，由磬、簫、箏、笛等樂器獨奏或輪奏，不舞不歌；
- 中序，又名拍序或歌頭，是一個慢板的抒情樂段，中間也有由慢轉快的幾次變化，按樂曲節拍邊歌邊舞；
- 曲破，又名舞遍，是全曲高潮，以舞蹈為主，繁音急節，樂音鏗鏘，速度從散板到慢板再逐漸加快到急拍，結束時轉慢，舞而不歌。

### 樂器
其樂隊通過白居易的《霓裳羽衣歌和微之》可看出《霓裳羽衣曲》伴奏採用了磬（唐代指銅缽）、箏、簫 、笛、箜篌、篳篥、笙等金石絲竹。

### 舞蹈
這是唐代宮廷著名的舞蹈，傳說是唐玄宗·李隆基所作，由他寵愛的貴妃楊玉環作舞表演。
原舞已失傳，現時表演是根據文字記載和詩歌描寫意想再創作的。舞蹈採用古老的《長安鼓樂》作素材，舞蹈吸收了陝西和敦煌壁畫的某些舞姿造型，採取唐大曲結構形式。

## 歷史
由於《霓裳羽衣曲》樂調優美，構思精妙，以後各藩鎮也紛紛排演此曲，唐代文人亦有歌詠或筆錄。
隨著唐王朝的衰落崩潰，“寂不傳矣”；到中唐，此曲已被許多人淡忘；而安史之亂後，安祿山火燒大明宮時，此曲曲譜於火中燒燬，從而失傳。
於五代南唐時期，南唐後主李煜得殘譜，昭惠后周娥皇與樂師曹生按譜尋聲，補綴成曲，並曾一度整理排演，但已非原味。 金陵城破時，曲譜被李煜下令燒毀。
於南宋年間，姜夔發現商調霓裳曲的樂譜十八段；而這些片斷保存在他的《白石道人歌曲》裡。
於今日，《霓裳羽衣曲》是由已故之上海音樂學院葉棟教授，根據敦煌藏經洞留存的唐代敦煌曲譜殘卷以及收錄有唐代箏曲的日本箏譜集——《仁智要錄》解譯的箏曲，與宋代詞人姜夔發現的「霓裳羽衣曲·中序」部分第一段樂曲組合再編而成。

## 曲詞
南宋丙午（1186）年間，姜白石旅居長沙，一次登祝融峰在樂工故書中偶然發現了商調霓裳曲的樂譜十八段，他為“中序”第一段填了一首新詞，即《霓裳中序第一》，連同樂譜一起被保留了下來，詞如下：
|  | 丙午歲，留長沙，登祝融，因得其祠神之曲，曰黃帝鹽、蘇合香。又於樂工故書中得商調霓裳曲十八闋，皆虛譜無詞。按沈氏樂律“霓裳道調”，此乃商調；樂天詩雲“散序六闋”，此特兩闋。未知孰是？然音節閒雅，不類今曲。予不暇盡作，作中序一闋傳於世。予方羈遊，感此古音，不自知其詞之怨抑也。 亭皋正望極，亂落江蓮歸未得，多病卻無氣力。況紈扇漸疏，羅衣初索，流光過隙。嘆杏梁、雙燕如客。人何在，一簾淡月，彷彿照顏色。 幽寂，亂蛩吟壁。動庾信、清愁似織。沈思年少浪。笛裡關山，柳下坊陌，墜紅無信息。漫暗水，涓涓溜碧。漂零久，而今何意，醉臥酒壚側。 |

由上可見，白石記譜填詞的《霓裳中序第一》分上下片，歌詞為長短句，結構上已受到詞樂的影響，但音調古樸，曲中常出現低七度音（b7），體現出唐代燕樂側商調的典型風格。歌曲的情調閒雅而沉鬱，於兩處低七度音音與“人何在”、“飄零久”的歌詞相配合。

## 與道教關係
此曲曾用於在太清宮祭獻老子時演奏。
舞曲的內容表現了真仙在上界的生活情狀，有“上元點環招萼綠，王母揮訣別飛瓊”等道教神話場景。融歌、舞、器樂演奏為一體。全曲36段，表現了中國道教的神仙故事。
唐高宗、唐玄宗等人親自撰寫青詞，表彰，供道士祭獻祈禱時使用，一些大臣文人亦競相效仿，從而更加提高了道教文學的水平。

## 品論
《霓裳羽衣舞》一度被稱為仙樂。其亦表明唐代大曲已有了龐大而多變的曲體，其藝術表現力顯示了唐代宮廷音樂所取得的巨大成就。
古語有雲：「大曲，前緩疊不舞，至入破，則羯鼓、震鼓、大鼓與絲竹合作。句拍益急，舞者入場，投節制容，故有催拍、歇拍之異，姿制俯仰，百態橫出。」《唐語林》也有記述：「其曲有霓裳者，率皆執幡節，被羽服，飄然有翔雲飛鶴之勢。」
白居易所作之《霓裳羽衣歌·和微之》中所寫：「千歌百舞不可數，就中最愛霓裳舞。」「若求國色始翻傳，但恐人間廢此舞。」

## 影視作品

### 電影
| 年份   | 地區        | 作品                  | 演員   |
| 1955年 | 日本大映    | 《楊貴妃》            | 京町子 |
| 1962年 | 邵氏电影    | 《杨贵妃》            | 李麗華 |
| 1993年 | 中国        | 《杨贵妃》            | 周洁   |
| 2015年 | 中国        | 《王朝的女人·杨贵妃》 | 范冰冰 |
| 2017年 | 中国 / 日本 | 《妖猫传》            | 张榕容 |